# Santa María Jacatepec
Santa María Jacatepec es una localidad del estado mexicano de Oaxaca. Es la cabecera del Municipio de Santa María Jacatepec.

## Toponimia
La palabra Jacatepec proviene del náhuatl y significa "en el cerro de los jacales"; jācatl, "jacal", "jacales", tēpetl, "cerro" y la terminación c, "en".

## Historia
La localidad de Santa María Jacatepec lo formaron los primeros pobladores del pueblo de San Juan Palantla, de donde acosados por una terrible epidemia, se vieron en la necesidad de ser trasladados a otra parte donde fundaron el pueblo de Valle Real; más después por el desaliento y la insalubridad del lugar los indujo a emigrar de nuevo y distribuyéndose en distintas direcciones unos formaron las rancherías de San Pedro Ozumasín, San Mateo Yetla y otros la de Santa María Jacatepec. En 1650 se fundó como pueblo y en 1896 se reconoció como municipio.